# Lawrence Gordon (producer)
Lawrence Gordon (Yazoo City, MS, Verenigde Staten, 25 maart 1936) is een Amerikaanse filmproducent. 
Gordon is gespecialiseerd in actiefilms. Bekende door hem geproduceerde films zijn Die Hard (1988), Boogie Nights (1997) en Lara Croft: Tomb Raider (2001). Zijn laatste film, Prey, kwam uit in 2022.
De mede door hem geproduceerde film Field of Dreams behaalde in 1990 een Oscarnominatie in de categorie beste film.